# Todas as Flores
Todas as Flores é uma telenovela brasileira produzida pelos Estúdios Globo e exibida pelo Globoplay de 19 de outubro de 2022 a 1 de junho de 2023, em 85 capítulos lançados em duas temporadas. Foi a 2ª produção deste tipo voltada exclusivamente para a plataforma. Entre 4 de setembro de 2023 a 20 de novembro de 2023 foi exibida como telenovela das onze na TV Globo, em 55 capítulos.
Escrita por João Emanuel Carneiro, com colaboração de Vincent Villari, Eliane Garcia e Daisy Chaves, tem a direção de Luiz Antônio Pilar, Carla Bohler, Fellipe Gamarano Barbosa, Guilherme Azevedo, Noa Bressane e Oscar Francisco, sob a direção artística de Carlos Araújo.
Conta com as atuações de Sophie Charlotte, Regina Casé, Letícia Colin, Humberto Carrão, Fábio Assunção, Caio Castro, Mariana Nunes e Nicolas Prattes nos papéis centrais.

## Enredo
Maíra Valente (Sophie Charlotte) é uma moça deficiente visual que foi criada pelo pai, Rivaldo (Chico Díaz), no interior de Goiás e acreditou durante toda a vida que a mãe estivesse morta. Um evento acaba mudando sua vida para sempre: Maíra chega em casa e surpreende o pai discutindo com uma mulher, Zoé (Regina Casé), que revela ser sua mãe. Porém, no mesmo dia que conhece a mãe, ela perde seu pai, assassinado em segredo por Zoé, e é levada para se mudar com ela para o Rio de Janeiro. Este retorno é na verdade um plano para que Maíra faça um transplante de medúla para a irmã, Vanessa (Letícia Colin), no seu tratamento de leucemia. A operação é um sucesso, mas Vanessa não se mostra agradecida à irmã: pelo contrário, a rejeita, e deseja que a mãe se livre dela.
Logo que chega à Cidade Maravilhosa, Maíra se reencontra com a madrinha Judite (Mariana Nunes). Preocupada com as influências de Maíra, Judite tenta alertá-la e afirma que Zoé é uma má pessoa, mas, na visão da maioria, Zoé é uma mãe de família exemplar que ajuda pessoas necessitadas através de uma ONG. O principal ponto da rivalidade entre Judite e Zoé é Humberto (Fábio Assunção), um ex-catador de lixo que conheceu e se relacionou com ambas, mas escolheu ascender socialmente pela desonestidade, tornando-se cúmplice de Zoé. Assim, por influência dela, Humberto casou-se com Guiomar Martínez (Ana Beatriz Nogueira), presidente da Rhodes & Co. Tailleur, uma das grandes lojas de moda do Rio de Janeiro. Da relação, nasceu Rafael (Humberto Carrão).
Embora tenha conseguido enriquecer, Humberto é infeliz e vive relembrando o passado, procurando assim retomar o romance com Judite, que também trabalha como costureira na Rhodes. Lá, ela consegue um emprego de perfumista para Maíra como parte do programa de inclusão social liderado por Rafael, que foi cego durante um período na adolescência. Os dois então se conhecem e se apaixonam, sem Maíra desconfiar de que ele é o noivo da própria irmã —  e aumentando assim a rivalidade entre elas. Vanessa, ao descobrir o caso, tenta empurrar Maíra para seu próprio amante e parceiro de golpes, Pablo (Caio Castro), filho de Judite, e usa de sua doença para manter Rafael no noivado, buscando separar o casal.
Na Rhodes, também são sócios Raulzito (Nilton Bicudo), um bon-vivant bissexual que se apaixona pela atriz pornô e prostituta Mauritânia (Thalita Carauta), e o promotor Luís Felipe (Cássio Gabus Mendes). Este último, ao descobrir que o genro Olavo (André Loddi) atropelou e matou uma pessoa, oferece dinheiro ao garçom Diego (Nicolas Prattes) para que ele assuma o crime, pois este acompanhava Olavo durante a ocasião. Devido à sua situação précaria como morador de rua, Diego aceita a proposta, porém, após não receber sua parte do combinado, jura vingança à Luís Felipe. Na prisão, vê sua família se desmembrar: sua irmã, Jéssica (Duda Batsow), é convencida por Galo (Jackson Antunes), um homem sombrio, que finge acolher crianças abandonadas, a aceitar se mudar para a fundação Cinco Horizontes —  uma instituição que oferece moradia e trabalho aos jovens, mas, na verdade, é uma fazenda envolvida em trabalho escravo e tráfico de pessoas. Na fundação, Galo opera aos mandos de uma das colaboradoras principais do local: Zoé.

## Elenco
| Intérprete             | Personagem                                  |
| ---------------------- | ------------------------------------------- |
| Sophie Charlotte       | Maíra da Cruz Valente                       |
| Regina Casé            | Zoé da Cruz                                 |
| Letícia Colin          | Vanessa da Cruz Valente                     |
| Humberto Carrão        | Rafael Martínez Barreto                     |
| Fábio Assunção         | Humberto Barreto                            |
| Caio Castro            | Pablo Xavier Barreto                        |
| Mariana Nunes          | Judite Xavier                               |
| Nicolas Prattes        | Diego da Silva / Edu                        |
| Thalita Carauta        | Mauritânia Carvalho Munhoz                  |
| Cássio Gabus Mendes    | Luís Felipe Martínez                        |
| Barbara Reis           | Débora Mondego / Marizete                   |
| Ângelo Antônio         | Samsa Mondego                               |
| Yara Charry            | Joyce Martínez (Joy)                        |
| Naruna Costa           | Marília Martínez (Lila)                     |
| Jackson Antunes        | Arduíno Barreto (Galo)                      |
| Duda Batsow            | Jéssica da Silva                            |
| Heloisa Honein         | Brenda (Briaa)                              |
| Jhona Burjack          | Javé Pereira Lampese                        |
| Suzy Rêgo              | Paulete Lampese Martínez (Patsy)            |
| Xande de Pilares       | Darci Pereira                               |
| Micheli Machado        | Maria Cristina Munhoz Pereira (Chininha)    |
| Mumuzinho              | João Carlos Nonato Madeira (Joca) / Joaquim |
| Zezeh Barbosa          | Darcy Munhoz Carvalho                       |
| Douglas Silva          | Oberdan Nascimento Paixão                   |
| Mary Sheila            | Jussara Nascimento Paixão                   |
| André Loddi            | Olavo Kreusinger                            |
| Leonardo Lima Carvalho | Marcelo Nascimento Paixão (Celinho)         |
| Samantha Jones         | Ciça                                        |
| Luiz Fortes            | Rômulo (Rominho)                            |
| Luís Navarro           | Mark                                        |
| Bernardo Schlegel      | Tenório                                     |
| Moira Braga            | Fátima Veiga (Fafá)                         |
| Camila Alves           | Gabriela                                    |
| Cleber Tolini          | Márcio Oliveira Antonelli                   |
| Adriana Seiffert       | Garcia                                      |
| Amanda Mittz           | Laura                                       |
| Rodrigo Vidal          | Gabriel da Silva (Biel)                     |
| Dom Matias             | Nicolau Thiago da Cruz Barreto (Nico)       |

### Participações especiais
| Intérprete           | Personagem                  |
| -------------------- | --------------------------- |
| Ana Beatriz Nogueira | Guiomar Martínez            |
| Kelzy Ecard          | Deca da Silva (Dequinha)    |
| Chico Díaz           | Rivaldo Valente             |
| Nilton Bicudo        | Raul Martínez (Raulzito)    |
| Denise Weinberg      | Doutora Greta Mondego       |
| Amandha Lee          | Delegada Rita Teixeira      |
| Bruno Padilha        | Detetive Tavares            |
| Valentina Bandeira   | Dira Soares                 |
| Angela Rebello       | Carmem Garcia               |
| Charles Paraventi    | Feitosa                     |
| Antônio Karnewale    | Osmar                       |
| Gláucio Gomes        | Dr. Horácio                 |
| Iléa Ferraz          | Juíza Guerra                |
| Joelson Medeiros     | Promotor Viana              |
| Bruno Ibañez         | Mendonça                    |
| Pâmela Côto          | Gisele                      |
| Gabriel Cardoso      | Léo                         |
| Henry Dutra          | Nado                        |
| Waldo Piano          | Adailton                    |
| Murilo Sampaio       | Dr. Fred                    |
| André Pimentel       | Delegado                    |
| Chao Chen            | Rodrigo Aguiar              |
| Rose Moraes          | Júlia                       |
| Bernardo Dugin       | Bernardo                    |
| Deiwis Jamaica       | Fagundes                    |
| Gabriel Lima         | Xande                       |
| Bernardo Gomes       | Guga                        |
| Pietro Cheuen        | Gui                         |
| Giovana Pedrosa      | Tina                        |
| Paula Frascari       | Drª. Maria Amélia           |
| Aldino Brito         | Babu                        |
| Ghael Marlon         | Fotógrafo                   |
| Ricco Lima           | Dr. José Geraldo dos Santos |

## Produção

Pôster de divulgação da telenovela.

Aprovada em 2019 sob o título de Olho por Olho, a trama foi concebida como uma novela das 21h que substituiria Um Lugar ao Sol. Durante os constantes atrasos em virtude da crise sanitária causada pelo COVID-19 a direção de dramaturgia da emissora passou por uma troca, mas ainda assim a estreia da novela estava prevista para acontecer na TV aberta, no segundo semestre de 2022, em substituição a Pantanal. Em março houve um anúncio oficial da emissora promovendo a estreia da novela para o segundo semestre, agora no Globoplay, serviço oficial de streaming, com uma redução de 179 para 85 capítulos. Travessia, novela que anteriormente estava prevista para substituir a obra de Carneiro em 2023, foi promovida a nova substituta de Pantanal. Desta maneira, Olho por Olho recebeu Todas as Flores como novo título. Notícias apontaram que a trama chegou a ser intitulada como Love Story em documentos internos. As gravações começaram em julho de 2022. A equipe comandada pelo diretor artístico Carlos Araújo gravou várias cenas no Rio de Janeiro, no bairro da Gamboa. Depois foram rodadas sequências em Pirenópolis, Goiás, com tomadas na Cachoeira do Abade e na Praça Emmanoel Jaime Lopes.

### Escolha do elenco
O trio de protagonistas seria, a princípio, Glória Pires e Sophie Charlotte como as vilãs Zoé e Vanessa, e Letícia Colin como Maíra, a mocinha. Mais tarde, com o deslocamento de Pires para um novo projeto, Regina Casé passou a ser a intérprete de Zoé, enquanto Charlotte e Colin inverteram os papéis, passando Charlotte a ser a nova mocinha da história. Edson Celulari interpretaria Luís Felipe, papel que ficou com Cássio Gabus Mendes, inicialmente escalado para uma participação especial. Tonico Pereira foi substituído por José Dumont no papel do vilão Galo. Meses depois, diante de acusações de pedofilia e estupro, Dumont foi retirado do elenco da trama, e o papel foi assumido por Jackson Antunes. É a quarta parceria de Antunes com João Emanuel Carneiro, depois de A Favorita (2008), A Cura (2010) e A Regra do Jogo (2015).
Tony Ramos, Eliane Giardini e Lilia Cabral estavam reservados para interpretar Humberto, Judite e Guiomar. Depois, com o rejuvenescimento dos personagens, eles passaram a ser interpretados por Fábio Assunção, Mariana Nunes e Ana Beatriz Nogueira. Judite ainda foi oferecida para Cláudia Abreu e a atriz foi disputada com a equipe de Mar do Sertão, mas recusou os dois papéis. Lila e Joy seriam, a princípio, interpretadas por Simone Spoladore e Marina Moschen, mas ambas foram substituídas por Naruna Costa e Yara Charry devido a uma questão de representatividade racial imposta pela emissora. Miguel Falabella e Vera Fischer, primeiros intérpretes de Raulzito e Mauritânia, foram substituídos por Nilton Bicudo e Thalita Carauta.
O núcleo da Gamboa contaria com Viviane Araújo, que deixou o elenco após ficar grávida, sendo substituída pela cantora Teresa Cristina que, apesar de ter passado nos testes, acabou sendo trocada por Zezeh Barbosa. Klebber Toledo foi escalado para viver Olavo, mas devido a questões contratuais com a Globo, Toledo perdeu o papel e foi substituído por André Loddi.

### Incêndio na cidade cenográfica
Em 18 de novembro de 2022, um incêndio de grandes proporções atingiu o cenário físico da loja Rhodes e Co., localizado na cidade cenográfica da novela nos Estúdios Globo. O incêndio aconteceu durante o intervalo de almoço do elenco e da produção da novela. Apesar do susto, não houve feridos. Em nota, a TV Globo informou que as chamas foram controladas pelo corpo de bombeiros local e que as causas serão apuradas internamente. Além disso, as gravações não seriam afetadas, uma vez que as cenas na loja física já haviam sido concluídas.

## Exibição
A trama estreou em 19 de outubro de 2022, durante uma transmissão simultânea com o primeiro capítulo. Posterior à transmissão, foram disponibilizados os cinco primeiros capítulos. Semanalmente foram liberados cinco novos capítulos, até chegar ao de número 45, último da primeira temporada. A segunda temporada estreou em 5 de abril de 2023, também com transmissão ao vivo do capítulo número 46 e liberação dos outros quatro novos capítulos da semana. Foram 40 novos capítulos lançados até junho. Em 24 de maio, foram disponibilizados apenas o lote contendo os capítulos 36 ao 38, uma vez que o capítulo 39 e o capítulo 40 da segunda temporada, por serem o penúltimo e o último da trama, teriam transmissão ao vivo no Globoplay nos dias 30 de maio e 1.º de junho, como parte de uma estratégia adotada pela Globo para evitar vazamentos do final da história.
No mesmo dia de estreia da novela, o Globoplay disponibilizou o documentário "Todas as Flores: #PraTodosVerem", onde toda quarta-feira terá um episódio contando histórias reais de pessoas com deficiência visual em diversos lugares do Brasil, mostrando suas trajetórias profissionais e pessoais.
Em fevereiro de 2023, foi reclassificada pelo Ministério da Justiça de "não recomendada para menores de 14 anos", autoclassificação dada pela TV Globo, para "não recomendada para menores de 16 anos" pelas cenas de violência, sexo, nudez e consumo de drogas.
Como uma forma de divulgar a segunda temporada em um esquema de aquecimento, o Globoplay disponibilizou de forma gratuita para não assinantes um resumo da primeira temporada entre os dias 27 e 31 de março de 2023.
Foi exibida pela TV Globo de 4 de setembro a 20 de novembro de 2023, em 55 capítulos, como telenovela das 23h, substituindo a primeira temporada de Rensga Hits!, ocupando a primeira faixa da linha de shows (exceto na quarta-feira, quando é exibida após o Segue o Jogo) em uma versão editada, contendo as duas temporadas em uma única transmissão. Não foi exibida em 8 de setembro de 2023 devido à transmissão do jogo entre Brasil e Bolívia pelas Eliminatórias da Copa do Mundo FIFA de 2026.

### Divulgação
A divulgação da novela começou no Fantástico, na edição do dia 18 de setembro de 2022, com uma reportagem mostrando os bastidores das gravações no MG4.
A primeira chamada foi lançada em 18 de setembro de 2022, no youtube do Globoplay. Em 1º de outubro, foi lançado o primeiro trailer pelas redes sociais do serviço de streaming. No dia 5 do mesmo mês, foram divulgadas as chamadas da vilã Zoé (Regina Casé) e do mocinho Rafael (Humberto Carrão).
No dia 13 de outubro, ocorreu a pré-estreia internacional da novela em Portugal, e Regina Casé (Zoé), Fábio Assunção (Humberto) e Mariana Nunes (Judite) compareceram no evento, além de terem participado do programa Casa Feliz, da emissora SIC, onde falaram da novela.
No dia 16 de outubro, uma entrevista no Fantástico dedicada a novela foi realizada, e contou com Sophie Charlotte (Maíra), Letícia Colin (Vanessa) e Regina Casé (Zoé) falando das protagonistas da trama, além do depoimento do autor João Emanuel Carneiro e do diretor artístico Carlos Araújo.
Como forma de promover o lançamento da novela, a TV Globo exibiu o primeiro capítulo na Tela Quente, em formato de telefilme, no dia 24 de outubro de 2022.

## Episódios

### Temporadas
| Temporada | Temporada | Capítulos | Exibição original     | Exibição original      |
| Temporada | Temporada | Capítulos | Estreia               | Final                  |
| --------- | --------- | --------- | --------------------- | ---------------------- |
|           | 1         | 45        | 19 de outubro de 2022 | 14 de dezembro de 2022 |
|           | 2         | 40        | 5 de abril de 2023    | 1 de junho de 2023     |

## Música
Compõem a trilha sonora de Todas as Flores as seguintes canções:
- "As Rosas Não Falam" – Sophie Charlotte e Letícia Colin (tema de abertura)
- "Natural Blues" – Moby
- "Girls Just Want to Have Fun" – STRFKR (tema de locação: Rhodes)
- "Pra Gente Acordar" – Gilsons (tema de Diego)
- "Que Tal um Samba?"  – Chico Buarque feat. Hamilton de Holanda (tema de locação: Rio de Janeiro)
- "Vortex" – Nick Cave and the Bad Seeds
- "Um Girassol da Cor do Seu Cabelo" – Silva (tema de Maíra e Rafael)
- "Todas as Flores" — Tiago Iorc (tema de Maíra e Rafael)[59]
- "Skylight" – Gabrielle Aplin
- "Não Quero" – Agnes Nunes (tema de Joy e Diego)
- "Face In The Crowd" – Cat’s Eye (tema de Vanessa e Pablo)
- "Blá Blá Blá" – Elza Soares feat. BNegão e Pedro Loureiro (tema geral)
- "Movimento" – Konai
- "Dirt in my Eyes" – Cold War Kids
- "Lips (Remix)" – Silvia Machete (tema de Lila)
- "A Flor e o Espinho" – Maria Bethânia (tema de Luís Felipe e Lila)
- "Timoneiro" – Paulinho da Viola (tema de Oberdan)
- "Clareou" – Xande de Pilares (tema de Darci)
- "Sem Samba Não Dá" – Caetano Veloso (tema de locação: Rio de Janeiro)
- "Me Toca" – Marina Sena (tema de Mauritânia)
- "Sufoco" – Alcione (tema de Zoé e Humberto)
- "Revelação" – Fafá de Belém (tema de Judite e Humberto)
- "Faz Uma Loucura Por Mim" – Malía (tema de Mauritânia e Javé)
- "Grenade" – Grae (tema de Joy)
- "Something More Than Love" – Lera Lynn
- "Avec Moi" – Froid
- "Animood" – MLNGA CLUB (tema de Zoé e Vanessa)
- "Amor de Verão com Ombrim" - Duda Beat part. Li Samuet (tema de Brenda) [Originalmente por Marina Sena/Rosa Neon]

## Recepção

### Audiência

#### Globoplay
Com o lançamento da segunda temporada, a novela alcançou uma marca recorde desde a estreia da primeira temporada com 1 milhão de visualizações na plataforma. Em seus primeiros cinco dias após a estreia da nova temporada, a trama teve uma somatória de 3.1 milhões de visualizações, tendo um aumento de 98% no consumo em relação à temporada anterior e o número de usuários que acompanham a trama aumentou 37%.

#### Exibição na Globo
Pré-estreia
A exibição do primeiro capítulo na Tela Quente em 24 de outubro de 2022 rendeu para a TV Globo uma audiência de 14 pontos em São Paulo e 17 no Rio de Janeiro.
Exibição regular
A novela estreou com 15,6 pontos. Seu segundo capítulo registrou 14,3 pontos. Seu terceiro capítulo registrou 17,3 pontos. O quarto capítulo registrou 13,8 pontos, sendo ocasionado pela queda de share por conta do feriado de Independência do Brasil. Em seu quinto capítulo registrou 18,2 pontos, recuperando o público perdido, além de ser a maior média desde a exibição de Rensga Hits! na faixa. Em seu sexto capítulo registrou 21,8 pontos, sendo beneficiada com as mudanças da grade em ocasião da transmissão das Eliminatórias da Copa do Mundo FIFA de 2026 com o jogo entre a seleção brasileira e a seleção peruana.
Em 13 de setembro registrou seu único pior índice com 8,9 pontos. Ao longo de toda a sua exibição, a novela acumulava médias entre 15 e 21 pontos, superando boa parte dos programas já exibidos na linha de shows, além de muitas vezes encostar e superar a média das tramas exibidas às 18h (Elas por Elas) e 19h (Fuzuê) e manter sem dificuldades a liderança contra a 15.ª temporada de A Fazenda.
O último capítulo registrou 20,5 pontos, apresentando o melhor desempenho da faixa desde a primeira temporada de Rensga Hits!. Teve média geral de 16,7 pontos, índices considerados excelentes para o horário.

### Recepção da crítica
Segundo Henrique Haddefinir, do site Omelete, Todas As Flores recebeu críticas e elogios mistos. Enquanto foi considerada um sucesso, com reviravoltas grandiosas e um enredo envolvente, também foi criticada por correr depressa demais. O destaque foi dado ao foco nas vilãs femininas, o que foi elogiado, assim como a aceleração da narrativa devido ao formato de streaming. No entanto, houve críticas em relação a um enredo paralelo envolvendo personagens masculinos adúlteros, considerado desnecessário, e ao tratamento dado à condição do priapismo, que foi criticado. Na estreia da segunda parte, Haddefinir expressou preocupação com a falta de atenção aos detalhes, apontando a falta de verossimilhança em algumas sequências e a falta de coerência em cenas relacionadas a informações confidenciais. As motivações dos personagens também foram criticadas por parecerem superficiais. Apesar disso, o elenco e a exploração do mau-caratismo dos personagens foram elogiados.
Por sua vez, a crítica Patrícia Kogut, do jornal O Globo, destacou o caráter inovador de Todas as Flores, que inaugura uma nova forma de assistir novelas no Globoplay, com uma estrutura de telessérie. Essa mudança de formato foi bem recebida pelo público, devido à maior ação e suspense presente na trama. Kogut considera que a novela está conquistando os espectadores com sua trama envolvente e ressalta a mudança de comportamento do público como algo estabelecido.
Entretanto, Fábio Augusto, do Observatório da TV, teceu duras críticas à novela, chegando a chamá-la de "poço de incoerências" e comparando-a com Travessia, de Gloria Perez. Apesar de elogiar o elenco, a história popularesca e os ganchos da trama, Augusto apontou situações surreais e inverossímeis, além de problemas nos núcleos de humor e detalhes da trama. Ele destacou a personagem Mauritânia e a interpretação da atriz Thalita Carauta.
Já para Débora Lima, do Notícias da TV, Todas as Flores tem conquistado o público com sua história forte e dramática, além da escalação acertada do elenco. Em comparação com Travessia, então novela das nove da Globo, Todas as Flores se destaca logo nos primeiros capítulos, apresentando histórias mais interessantes e personagens enfrentando dramas pesados. A química dos casais principais e as performances de Leticia Colin e Regina Casé como vilãs são apontadas como motivos para acompanhar com mais empenho a trama. A novela se tornou o produto mais visto do Globoplay, superando Travessia.
A novela recebeu um ponto positivo e histórico ao quebrar limitações e apresentar um novo olhar sobre a deficiência visual. Márcia Teixeira, colunista do Notícias da TV, destacou que os deficientes visuais na trama são retratados como independentes, bons profissionais e com relacionamentos amorosos diversos, indo além do aspecto do merchandising social tradicional em folhetins. Além da presença de pessoas com deficiência no elenco, a novela contou com a contribuição especial de Nathalia dos Santos, roteirista e pesquisadora cega, que trouxe atores com deficiência visual para a trama e ofereceu consultoria nos bastidores. A abordagem da deficiência visual de forma natural e integrada à narrativa, sem panfletagem, é destacada como uma dramaturgia antenada e combativa ao capacitismo presente na sociedade.
Por fim, segundo Fefito, do UOL, Todas as Flores consagrou João Emanuel Carneiro como um grande criador de vilãs, destacando as interpretações de Regina Casé e Letícia Colin. A construção robusta das personagens e o talento das atrizes foram apontados como motivos para o sucesso da novela.

### Prêmios e indicações
| Ano         | Prêmio                         | Categoria                | Nomeação              | Resultado   | Ref.          |
| Temporada 1 | Temporada 1                    | Temporada 1              | Temporada 1           | Temporada 1 | Temporada 1   |
| ----------- | ------------------------------ | ------------------------ | --------------------- | ----------- | ------------- |
| 2022        | Prêmio APCA de Televisão       | Melhor Novela            | João Emanuel Carneiro | Indicado    | [ 80 ] [ 81 ] |
| 2022        | Prêmio APCA de Televisão       | Melhor Atriz             | Letícia Colin         | Indicado    | [ 80 ] [ 81 ] |
| 2022        | Prêmio APCA de Televisão       | Melhor Atriz             | Sophie Charlotte      | Indicado    | [ 80 ] [ 81 ] |
| 2022        | Prêmio Faz Diferença - O Globo | Destaque da TV           | João Emanuel Carneiro | Indicado    | [ 82 ]        |
| 2023        | SEC Awards                     | Melhor Série Nacional    | João Emanuel Carneiro | Indicado    | [ 83 ]        |
| 2023        | SEC Awards                     | Melhor Atriz Nacional    | Letícia Colin         | Indicado    | [ 83 ]        |
| 2023        | SEC Awards                     | Melhor Atriz Nacional    | Sophie Charlotte      | Indicado    | [ 83 ]        |
| 2023        | SEC Awards                     | Melhor Ator Nacional     | Nicolas Prattes       | Venceu      | [ 83 ]        |
| 2023        | Troféu AIB De Imprensa         | Melhor Atriz             | Sophie Charlotte      | Venceu      | [ 84 ] [ 85 ] |
| 2023        | Troféu AIB De Imprensa         | Melhor Ator              | Nicolas Prattes       | Indicado    | [ 84 ] [ 85 ] |
| 2023        | Acervo Awards                  | Atriz do Ano             | Letícia Colin         | Indicada    | [ 86 ]        |
| 2023        | Acervo Awards                  | Atriz do Ano             | Sophie Charlotte      | Indicado    | [ 86 ]        |
| 2023        | Acervo Awards                  | Ator do Ano              | Nicolas Prattes       | Indicado    | [ 87 ]        |
| 2023        | Rose d'Or                      | Melhor Telenovela        | João Emanuel Carneiro | Venceu      | [ 88 ] [ 89 ] |
| 2023        | Melhores do Ano                | Novela do Ano            | João Emanuel Carneiro | Indicado    | [ 90 ] [ 91 ] |
| 2023        | Melhores do Ano                | Melhor Atriz de Novela   | Letícia Colin         | Venceu      | [ 90 ] [ 91 ] |
| 2023        | Melhores do Ano                | Melhor Ator Coadjuvante  | Nicolas Prattes       | Venceu      | [ 90 ] [ 91 ] |
| 2023        | Melhores do Ano                | Melhor Atriz Coadjuvante | Thalita Carauta       | Indicado    | [ 90 ] [ 91 ] |
| 2023        | Temporada 2                    |                          |                       |             |               |
| 2023        | Prêmio APCA de Televisão       | Melhor Novela            | João Emanuel Carneiro | Indicado    | [ 92 ] [ 93 ] |
| 2023        | Prêmio APCA de Televisão       | Melhor Atriz             | Letícia Colin         | Indicado    | [ 92 ] [ 93 ] |
| 2023        | Prêmio APCA de Televisão       | Melhor Atriz             | Sophie Charlotte      | Venceu      | [ 92 ] [ 93 ] |